# Internationale Filmfestspiele von Cannes 1966
Die 19. Internationalen Filmfestspiele von Cannes 1966 fanden vom 5. Mai bis zum 20. Mai 1966 statt.

## Wettbewerb
Im Wettbewerb des diesjährigen Festivals wurden folgende Filme gezeigt:
| Filmtitel                                                              | Regisseur           | Produktionsland              | Darsteller (Auswahl)                             |
| Aber, aber, meine Herren …*                                            | Pietro Germi        | Italien, Frankreich          | Virna Lisi                                       |
| Der Aufstand                                                           | Mircea Mureşan      | Rumänien                     | Colea Răutu                                      |
| Barev, yes em                                                          | Frunse Dowlatjan    | Sowjetunion                  |                                                  |
| Con el viento solano                                                   | Marcel Camus        | Spanien                      | Antonio Gades                                    |
| Doktor Schiwago                                                        | David Lean          | USA                          | Omar Sharif, Julie Christie, Geraldine Chaplin   |
| Es                                                                     | Ulrich Schamoni     | Deutschland                  | Sabine Sinjen, Bruno Dietrich, Bernhard Minetti  |
| Falstaff                                                               | Orson Welles        | Frankreich, Spanien, Schweiz | Orson Welles, Jeanne Moreau, Margaret Rutherford |
| Große Vögel, kleine Vögel                                              | Pier Paolo Pasolini | Italien                      | Totò                                             |
| Die Hoffnungslosen                                                     | Miklós Jancsó       | Ungarn                       |                                                  |
| A Hora e a Vez de Augusto Matraga                                      | Roberto Santos      | Brasilien                    |                                                  |
| Hunger                                                                 | Henning Carlsen     | Dänemark, Norwegen, Schweden | Per Oscarsson                                    |
| Der junge Törleß                                                       | Volker Schlöndorff  | Deutschland, Frankreich      | Mathieu Carrière                                 |
| Legionäre                                                              | Andrzej Wajda       | Polen                        | Daniel Olbrychski                                |
| Lenin in Polen                                                         | Sergei Jutkewitsch  | Sowjetunion, Polen           |                                                  |
| Mademoiselle                                                           | Tony Richardson     | Frankreich, Großbritannien   | Jeanne Moreau                                    |
| Der Mann, der zweimal lebte                                            | John Frankenheimer  | USA                          | Rock Hudson                                      |
| Ein Mann und eine Frau*                                                | Claude Lelouch      | Frankreich                   | Anouk Aimée, Jean-Louis Trintignant              |
| Modesty Blaise – Die tödliche Lady                                     | Joseph Losey        | Großbritannien               | Monica Vitti, Terence Stamp, Dirk Bogarde        |
| Die Nonne                                                              | Jacques Rivette     | Frankreich                   | Anna Karina, Liselotte Pulver                    |
| Ön                                                                     | Alf Sjöberg         | Schweden                     | Bibi Andersson                                   |
| Pharao                                                                 | Jerzy Kawalerowicz  | Polen                        |                                                  |
| Pfeifen, Betten, Turteltauben                                          | Vojtěch Jasný       | Österreich, Tschechoslowakei | Walter Giller, Gitte Hænning                     |
| Protest                                                                | Karel Reisz         | Großbritannien               | David Warner, Vanessa Redgrave                   |
| Die unglaublichen Abenteuer des hochwohllöblichen Ritters Branca Leone | Mario Monicelli     | Italien, Frankreich, Spanien | Vittorio Gassman, Gian Maria Volonté             |
| Der Verführer läßt schön grüßen                                        | Lewis Gilbert       | Großbritannien               | Michael Caine, Shelley Winters                   |

* = Grand Prix

## Internationale Jury
In diesem Jahr war Sophia Loren Jurypräsidentin. Sie stand folgender Jury vor: André Maurois, Armand Salacrou, Denis Marion, Jean Giono, Marcel Achard, Marcel Pagnol, Maurice Genevoix, Maurice Lehmann, Peter Ustinov, Richard Lester, Tetsurō Furukaki, Vinicus De Moraes und Juli Raisman.

## Preisträger
- Grand Prix: Aber, aber, meine Herren … und Ein Mann und eine Frau
- Sonderpreis der Jury: Der Verführer läßt schön grüßen
- Beste Schauspielerin: Vanessa Redgrave in Protest
- Bester Schauspieler: Per Oscarsson in Hunger
- Bester Regisseur: Sergei Jutkewitsch für Lenin in Polen

## Weitere Preise
- FIPRESCI-Preis: Der junge Törless
- Bestes Erstlingswerk: Der Aufstand
- Preis zum 20-Jährigen Geburtstag des Festivals: Falstaff